# 昌慶丸

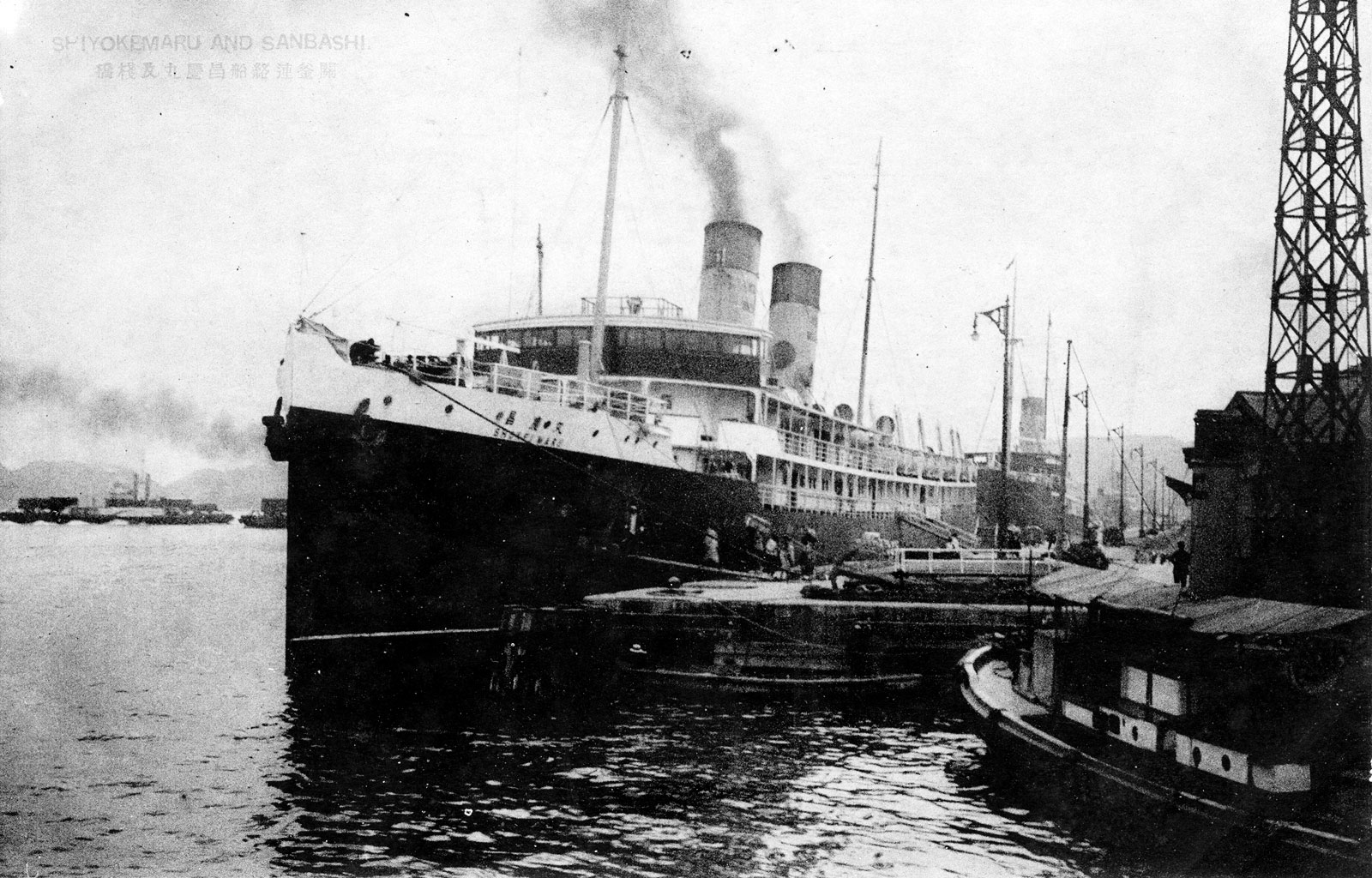
下関鉄道桟橋の昌慶丸

昌慶丸（しょうけいまる　Shokei maru）は鉄道省の関釜航路・青函航路の鉄道連絡船。景福丸型の第3船である。姉妹船には景福丸、徳寿丸がある。

## 命名の由来
旧朝鮮時代の王宮昌慶宮の名をとり命名される。

## 航跡

### 就航
関釜連絡船、朝鮮鉄道、南満洲鉄道経由の日中連絡運輸開始による旅客増に対応するため、1920年に新造が計画された景福丸型旅客船3隻の第3船である。1923年三菱重工業神戸造船所で建造され、同年就航した。速力は20ノット以上であり、景福丸型では最も性能が良かった。
景福丸型が3隻就航したことにより、下関と釜山間は昼8時間、夜9時間に短縮された。

### 関釜航路
関釜航路に就航後、1942年に釜山港で座礁し、約1ヶ月離脱する。1943年からは博釜航路で運用されていたが、博多湾が機雷封鎖で使用できなくなってしまった。博多湾から無事脱出後の1945年6月からは須佐湾（山口県）を基点として中国大陸との航路で活躍する。
1945年7月30日、退避中の宮津港でアメリカ軍空軍機の空襲に遭遇し、至近弾を受け浸水し擱座。そのまま放置され終戦を迎えた。終戦後、GHQの日本商船管理局（en:Shipping Control Authority for the Japanese Merchant Marine, SCAJAP）によりSCAJAP-S117の管理番号を与えられた。

### 青函航路
終戦後もしばらく放置されていたが、青函連絡船の不足を補うため1946年に引き揚げられ、1947年8月に修理が完了。同年9月23日より青函航路に就航する。1947年より洞爺丸型が順次就航すると、1948年10月10日に終航する。
1952年1月から4月まではアメリカ軍に徴用され、朝鮮戦争の人員・物資の運搬に従事する。
1954年9月26日、洞爺丸台風により洞爺丸などが沈没（洞爺丸事故）すると、船員の訓練の必要があがり、昌慶丸は1955年12月18日に訓練船となり、函館港有川岸壁に繋留される。1957年10月まで訓練船として使われ、1961年に売却、解体された。